# هجوم كابل (مايو 2017)

كابل.

في يوم 31 مايو 2017 قتل 90 شخصا على الأقل وأصيب نحو 400 شخصا معظمهم مدنيون في انفجار انتحاري بسيارة مفخخة في الحي الدبلوماسي في العاصمة الأفغانية كابل وقع الانفجار قرب السفارة الألمانية خلال ساعة الذروة الصباحية ونفت حركة طالبان مسؤوليتها عن التفجير.

## خلفية
يقيم في كابل عاصمة أفغانستان قوات الحلف الأطلسي الذي بدوره يقوم بدعم وحماية الحكومة الأفغانية، تمكنت حركة طالبان والدولة الإسلامية من شن هجمات مدمرة على العاصمة في الشهور السابقة للهجوم.
في إشارة إلى الصراع الدائر في أفغانستان، أعلنت حركة طالبان في شهر أبريل عن هجوم جديد، قائلة إن تركيزها الرئيسي سيكون مركز على القوات الأجنبية في كابل. تنظر الولايات المتحدة الأمريكية في إرسال قوات إضافية إلى أفغانستان للمساعدة في تحقيق الاستقرار في البلاد.

## الهجوم
تم ملأ شاحنة تفريغ بحوالي 1500 كيلوغرام من المتفجرات ثم انفجرت. وقع الانفجار في الساعة 08:25 بالتوقيت المحلي خلال ساعة الذروة في واحدة من أكثر المناطق ازدحاما في كابل وهو ميدان زنباق بالقرب من السفارة الألمانية. قتل في الانفجار ما لا يقل عن 90 شخصًا وجرح 400 آخرين. قيل أن الانفجار وقع على بعد أربعة كيلومترات من المكان المتضرر، وأوجد الانفجار حفرة عمقها 9 أمتار. كان معظم الضحايا من المدنيين، وشملت الخسائر البشرية وفاة سائق لبي بي سي نيوز، وموظف في تولو نيوز، وحارس أمن أفغاني للسفارة الألمانية. أُبلغ عن إصابات بين أفراد في البعثة اليابانية والبعثة الدبلوماسية الألمانية، وسفارات مختلفة أصيبت بأضرار في مبانيها.

## تبني العملية
في يوم الجمعة 1 يونيو 2017 تبنى تنظيم داعش الهجوم.

## بعد العملية
في يوم 2 يونيو 2017 خرج مئات الآلاف من الأشخاص من مختلف أنحاء المدينة وبمشاركة نشطاء من المجتمع المدني في موقع الانفجار الدموي الذي أسفر عن مصرع وإصابة المئات من الأشخاص ولذلك احتجاجا على الهجوم.

## ردود الفعل

### المحلية
- أفغانستان: أدان رئيس أفغانستان أشرف غني الهجوم وقال في بيان له «الإرهابيين لم يتوقفوا عن قتل مواطنينا الأبرياء حتى في شهر رمضان المبارك، شهر الخيرات والبركة والصلاة».[10]
- حركة طالبان: أدانت حركة طالبان بشدة الهجوم الذي وقع في كابل وأسفر عن مقتل 80 شخصا على الأقل، زاعمة أن مقاتليها لم يكن لديهم أي دور في الهجوم المدمر الذي وقع في العاصمة الأفغانية، طبقا لما ذكرته وكالة «خاما برس» الأفغانية للأنباء.[11]

### الدولية
- السعودية: أعربت المملكة العربية السعودية في بيان لمصدر مسؤول بوزارة الخارجية نشرته وكالة الأنباء السعودية الرسمية عن إدانتها للتفجير الذي وقع اليوم وسط العاصمة الأفغانية كابل.[12]
- الكويت: بعث أمير الكويت الشيخ صباح الأحمد الجابر الصباح، برقية تعزية إلى الرئيس الأفغاني محمد أشرف غني.[13]
- عُمان: دانت سلطنة عُمان بشدة التفجير الإرهابي الذي استهدف الحي الدبلوماسي في العاصمة الأفغانية كابل وأدى إلى مقتل وجرح مئات المدنيين الأبرياء.[14]
- الإمارات العربية المتحدة: أدانت الإمارات الانفجار الإرهابي الذي وقع في الحي الدبلوماسي بالعاصمة الأفغانية كابل.[15]
- قطر: أعربت دولة قطر عن إدانتها واستنكارها الشديدين للتفجير الذي وقع في الحي الدبلوماسي بالعاصمة الأفغانية كابل، وأسفر عن عشرات القتلى والجرحى.[16]
- مصر: دانت مصر بأشد العبارات التفجير الإرهابي اعربت عن خالص التعازي لأسر الضحايا داعية المولى أن يلهمهم الصبر والسلوان.[17]
- الجزائر: أكد الناطق باسم وزارة الخارجية الجزائرية عبد العزيز الشريف في تصريح له، تضامن بلاده الكامل مع الشعب الأفغاني وحكومته ومع الحكومات التي تضررت ممثلياتها الدبلوماسية نتيجة هذا الهجوم، مقدماً التعازي لعائلات الضحايا.[18]
- اليمن: دانت الجمهورية اليمنية بشدة الهجوم الإرهابي الذي وقع بالقرب من الحي الدبلوماسي وسط العاصمة الأفغانية كابل ما أسفر عن سقوط عشرات القتلى والجرحى.[19]
- الولايات المتحدة: قال وزير الخارجية الأمريكية في بيان له «اننا نصلي من اجل التعافي السريع للافراد الامريكيين والافغان من موظفي بعثتنا وغيرهم ممن اصيبوا في هذا الهجوم ونشيد بقوات الأمن الأفغانية والشرطة والاطباء الذين كانوا أول المتواجدين في مكان الحادث» وأضاف «ان الالتزام الأمريكي تجاه أفغانستان لا يتزعزع وان الولايات المتحدة تقف مع حكومة وشعب أفغانستان وستواصل دعم جهودها لتحقيق السلام والامن والازدهار لبلادهم».[20]
- ألمانيا: قال وزير الخارجية الأماني سيغمار غابرييل في بيان صادر عن الخارجية الألمانية ان «الاعتداء الذي وقع بالقرب من السفارة الألمانية في كابل استهدف المدنيين وجميع الذين يعملون في أفغانستان من اجل مستقبل أفضل للمواطنين الافغان الامر الذي يدعونا إلى ادانته بأشد العبارات».[21]
- روسيا: أعلنت الناطقة باسم الخارجية الروسية ماريا زاخاروفا، أن بلادها تندد بشدة بتفجير كابل الذي أودى بحياة العشرات، مؤكدة عدم وجود مواطنين روس ضمن الضحايا.[22]
- إسبانيا: أكدت وزارة الخارجية الأسبانية في بيان مقتضب اليوم تضامن أسبانيا الكامل مع أفغانستان في الحرب على الإرهاب.[23]
- إيطاليا: أعرب وزير الخارجية الإيطالي أنجيلينو ألفانو في بيان صحفي عن تضامن إيطاليا مع السلطات والشعب الأفغاني معربا عن التعازي لاسر ضحايا الهجوم.[24]
- فرنسا: أدانت فرنسا الهجوم الدامي الذي وقع في الحى الدبلوماسي في العاصمة الأفغانية كابل مما اسفر عن مقتل 80 شخصا واصابة نحو 350 أخرين.[25]
- إندونيسيا: أدانت الحكومة الإندونيسية الهجوم الإرهابي الذي وقع في وسط العاصمة الأفغانية كابل وفقا لما ذكرته وزارة الخارجية في بيان لها.[26]
- إيران: دان المتحدث باسم الخارجية الإيرانية بهرام قاسمي الانفجار الّذي وقع في العاصمة الأفغانية كابل قائلا «الهجوم الانتحاري في كابل هو تحذير آخر مفاده أن عدم المواجهة الحازمة مع هذه الظاهرة واستمرار دعم بعض الدول للمجموعات المتطرفة في المنطقة يؤدي إلى تصاعد هذه العمليات».[27]
- الصين: قالت المتحدثة باسم وزارة الخارجية الصينية هوا تشون يينغ، في مؤتمر صحفي، أن بلادها تقدم أحر التعازي وخالص التعاطف مع الضحايا وأسرهم.[28]
- باكستان: أعلنت وزارة الخارجية الباكستانية في بيان لها تضامنها مع أفغانستان.[29]
- تركيا: قالت الخارجية التركية في بيان لها إن التفجير الإرهابي الذي أودى بحياة العديد من الأشخاص بعث الحزن لدى أنقرة، وأضافت أنّ التفجير الإرهابي ألحق خسائر مادية في مبنى السفارة التركية في كابل، دون إصابة أحد من العاملين فيها بأذى.[30]
- الفاتيكان: أدان البابا فرنسيس، بابا الفاتيكان، رئيس الكنسية الكاثوليكية، الهجوم الإرهابي الذي وقع، في العاصمة الأفغانية كابل، وأسفر عنه مقتل 80 شخصًا و350 مصابًا.[31]
- ماليزيا: أعربت وزارة الخارجية الماليزية، في بيان، وفقا لوكالة الأنباء الماليزية «برناما» عن حزنها إزاء مثل هذه الأعمال المتطرفة التي لا فائدة لها.[32]

### منظمات
- منظمة التعاون الإسلامي: أدانت منظمة التعاون الإسلامي الهجوم ووصف الامين العام للمنظمة الدكتور يوسف العثيمين في بيان الهجوم ب «الجبان والوحشي» مضيفا «ان ازهاق ارواح الأبرياء وبخاصة في شهر رمضان شهر التضحية والتسامح يتعارض مع القيم الأساسية لأي حضارة».[33]
- اليونسكو: أدانت المديرة العامة لليونسكو، إيرينا بوكوفا، التفجير الذي استهدف العاصمة الأفغانيّة وأودى بحياة العديد من الأشخاص من بينهم إعلاميين اثنين على الأقل هما: عزيز نافين ومحمد نزير.[34]
- حلف شمال الأطلسي: أدان حلف شمال الأطلسي (الناتو) الهجوم التفجيري المروع الذي وقع في العاصمة الأفغانية كابل، وأسفر عن مقتل العشرات وإصابة المئات.[35]
- مجلس الأمن: أدان مجلس الأمن الدولي بشدة الهجوم الإرهابي الأخير في العاصمة الأفغانية كابل، واصفا إياه بـ«الشنيع والجبان».[36]
- الإتحاد الأوروبي: أعربت الممثلة العليا للسياسة الخارجية والأمنية في الاتحاد الأوروبي فيديريكا موغيريني في بيان عن تعاطفها والكتلة الأوروبية بكاملها مع الشعب والسلطات في أفغانستان في اعقاب الهجوم «الإرهابي» الذي وقع في كابل.[37]
- الأمم المتحدة: أدان الأمين العام للأمم المتحدة، أنطونيو جوتيريس، «الهجوم الإرهابي»، الذي وقع في الحي الدبلوماسي بالعاصمة الأفغانية كابل.[38]